# Wen Tzu-yun
Dans ce nom chinois, le nom de famille, Wen, précède le nom personnel Tzu-yun.
Wen Tzu-yun (en chinois traditionnel : 文姿云 ; pinyin : Wén Zīyún), née le 29 septembre 1993, est une karatéka taïwanaise. Elle a remporté la médaille d'or en kumite moins de 55 kg aux Jeux asiatiques de 2014 à Incheon. Elle est médaillée de bronze en moins de 55 kg aux Championnats du monde de karaté 2018 à Madrid.